# 야타베촌
야타베촌(矢田部村)은 이바라키현 가시마군에 일찍이 존재했던 촌이다.

## 지리
- 현재의 가미스시 남부에 해당한다.
- 촌 지역은 대부분 평지로 이루어져 있다.
- 촌은 태평양에 접해 있으며, 도네강의 북쪽 기슭에 위치해 있다.

## 역사
- 1889년 4월 1일 - 정촌제 시행에 의해 근세이후의 야타베촌이 단독으로 자치체를 형성하였다.
- 1955년 2월 15일 - 하사키정에 편입하여, 동일 야타베촌은 폐지되었다.

## 인구
| 1891년 | 2,712 |
| 1920년 | 3,183 |
| 1935년 | 3,591 |
| 1950년 | 4,563 |

## 참고문헌
- 波崎町史刊行専門委員編 『波崎町史』、波崎町、1991年
- 角川日本地名大辞典編纂委員会『가도카와 일본 지명 대사전 8 茨城県』、가도카와 쇼텐、1983年 ISBN 4040010809